# Асколи, Никола
Никола Асколи (итал. Nicola Ascoli; 11 сентября 1979, Вибо-Валентия, Италия) — итальянский футболист, ныне тренер.

## Клубная карьера
Никола — воспитанник клуба «Реджина», но за эту команду так и не сыграл ни одного матча, присоединившись к «Катандзаро». В этом клубе он стал ключевым игроком и внёс весомый вклад в подъём клуба из подвалов итальянского футбола в Серию B. Там его приметили селекционеры клуба Серии A «Эмполи». Он дебютировал за новый клуб 6 января 2006 года а матче с «Мессиной». В основном Асколи был игроком запаса и редко появлялся на поле. В 2008 году он перешёл в «Фрозиноне». В этой команде Никола надолго не задержался из-за угрозы вылета клуба из Серии B и выгодного предложения от румынского «Университатя». Из-за травмы за полтора года провёл всего лишь пять встреч и был вынужден завершить карьеру. Летом 2012 года Никола Асколи был представлен в качестве главного тренера клуба Серии D «Асти».

## Достижения
- Победитель Серии C2 (1): 2002/03
- Победитель Серии C1 (1): 2003/04